# Prag-Wolfersberg
Das Gebiet Prag-Wolfersberg ist ein Landschaftsschutzgebiet in der baden-württembergischen Landeshauptstadt Stuttgart. Es wurde am 14. Mai 1991 von der Stadt Stuttgart durch Verordnung ausgewiesen.

## Lage und Beschreibung
Das 81,5 Hektar große Landschaftsschutzgebiet liegt im Norden von Stuttgart zwischen den Stadtvierteln Burgholzhof, Bad Cannstatt, Stuttgart-Nord und Feuerbach, liegt aber vollständig auf Canstatter Gemarkung.
Im Norden grenzt es an das Landschaftsschutzgebiet Weinberg- und Obsthänge rings um den Burgholzhof, im Übrigen ist es überwiegend von Wohn- und Sonderbebauung umgeben.
Es umfasst im Wesentlichen die weinbaulich genutzten Südhänge der Gewanne Prag, Berg und Wolfersberg sowie die überwiegend kleingärtnerisch genutzten Gebiete Hirschplan und Kochshalde. Einige Bereiche sind durch Trockenmauern terrassiert.

## Schutzzweck
Schutzzweck des Landschaftsschutzgebietes ist laut Schutzgebietsverordnung:
1. „die Sicherung des Gebietes als abwechslungsreiche Erholungslandschaft von örtlicher und überörtlicher Bedeutung;
2. die Sicherung der klimatischen Funktion des Hohenrückens und der Frischluftbahnen, insbesondere des Geländeeinschnitts zwischen den Gewannen »Hirschplan« und »Im Rot«;
3. die Sicherung ökologischer Ausgleichsflächen als Rückzugsgebiete für Tier- und Pflanzenarten um eine möglichst große Artenvielfalt zu erhalten.

Hier stellen besonders die alten Trockenmauern in den heutigen gärtnerisch genutzten Teilflächen im Gewann Prag und die Obstwiesen, insbesondere im Gewann Hirschplan sowie die Reste einer bachbegleitenden Gehölzflora im Gewann Hirschplan wertvolle Biotope dar.“

## Geschichte
Teile des Gebietes standen bereits seit 1961 unter Landschaftsschutz. Bei der Neuausweisung des Landschaftsschutzgebiets Prag-Wolfersberg wurde das ältere Landschaftsschutzgebiet entsprechend verkleinert.